# 堂園昌彦
堂園 昌彦（どうぞの まさひこ、1983年11月 - ）は、日本の歌人。

## 経歴
2000年、海城高校の担任教師であった大松達知の影響で作歌を開始。大学入学後、2003年に早稲田短歌会、コスモス短歌会に入会（のち退会）。2007年、「やがて秋茄子へと到る」30首で第50回短歌研究新人賞最終候補。2008年、「pool」に参加。
2013年、第一歌集「やがて秋茄子へと到る」を刊行。2014年、同歌集が「ピクベス2014」第1位に選ばれる。2016年4月から、永井祐・土岐友浩と、ブログ「短歌のピーナツ」で活動。2019年より、NHK文化センター青山教室講師。

## 著作

### 単著
- 『やがて秋茄子へと到る』、2013年9月23日、港の人、ISBN 978-4-89629-263-3

### アンソロジー
- 山田航編『桜前線開架宣言　Born after 1970 現代短歌日本代表』、2015年12月25日、左右社、ISBN 978-4-86528-133-0
- 東直子・佐藤弓生・千葉聡編『短歌タイムカプセル』、2018年1月31日、書肆侃侃房、ISBN 978-4-86385-300-3